# Кук, Сесил
Сесил Джордж Кук (англ. Cecil George Cooke; 31 мая 1923, Нассау — 1 мая 1983, Нассау) — багамский яхтсмен. Олимпийский чемпион 1964 года.

## Биография
Сесил Кук родился 31 мая 1923 года в багамском городе Нассау.
В 1964 году вошёл в состав сборной Багамских Островов на летних Олимпийских играх в Токио. В классе «Звёздный» вместе с Дарвардом Ноулзом завоевали золотую медаль, набрав 5664 очка.
Также занимался плаванием, выступал в национальных соревнованиях.
Погиб 1 мая 1983 года в Нассау в автомобильной катастрофе вместе со своей женой.

## Память
С 2014 года по инициативе дочери Сесила Кука Сандры на Багамских Островах ежегодно проводится юношеская парусная регата памяти Сесила Кука, которая входит в число главных соревнований в стране в этой возрастной категории.